# Trarza
Trarza (em árabe: ترارزة) é uma região (région) da Mauritânia. Sua capital é a cidade de Rosso.

## Departamentos

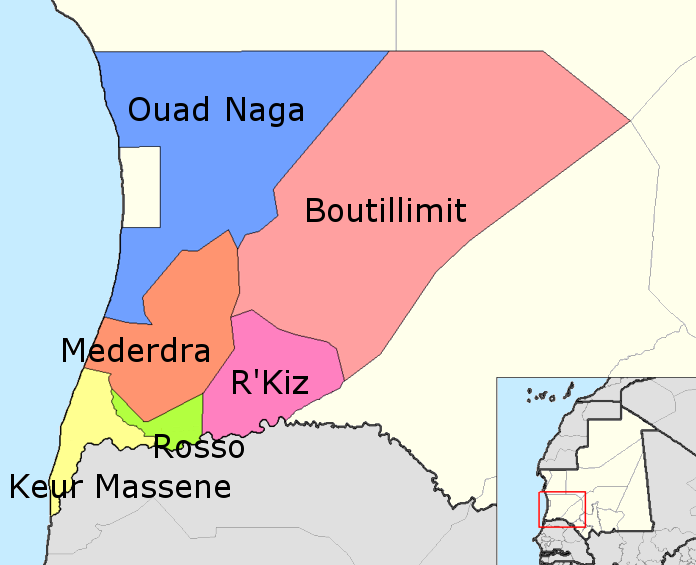
Departamentos de Trarza.

Trarza está dividida em 6 departamentos:
- Boutilimit
- Keur Massene
- Mederdra
- Ouad Naga
- R'Kiz
- Rosso

## Demografia
| 2000   | 2011   |
| 268220 | 345076 |